# Sleepkoets

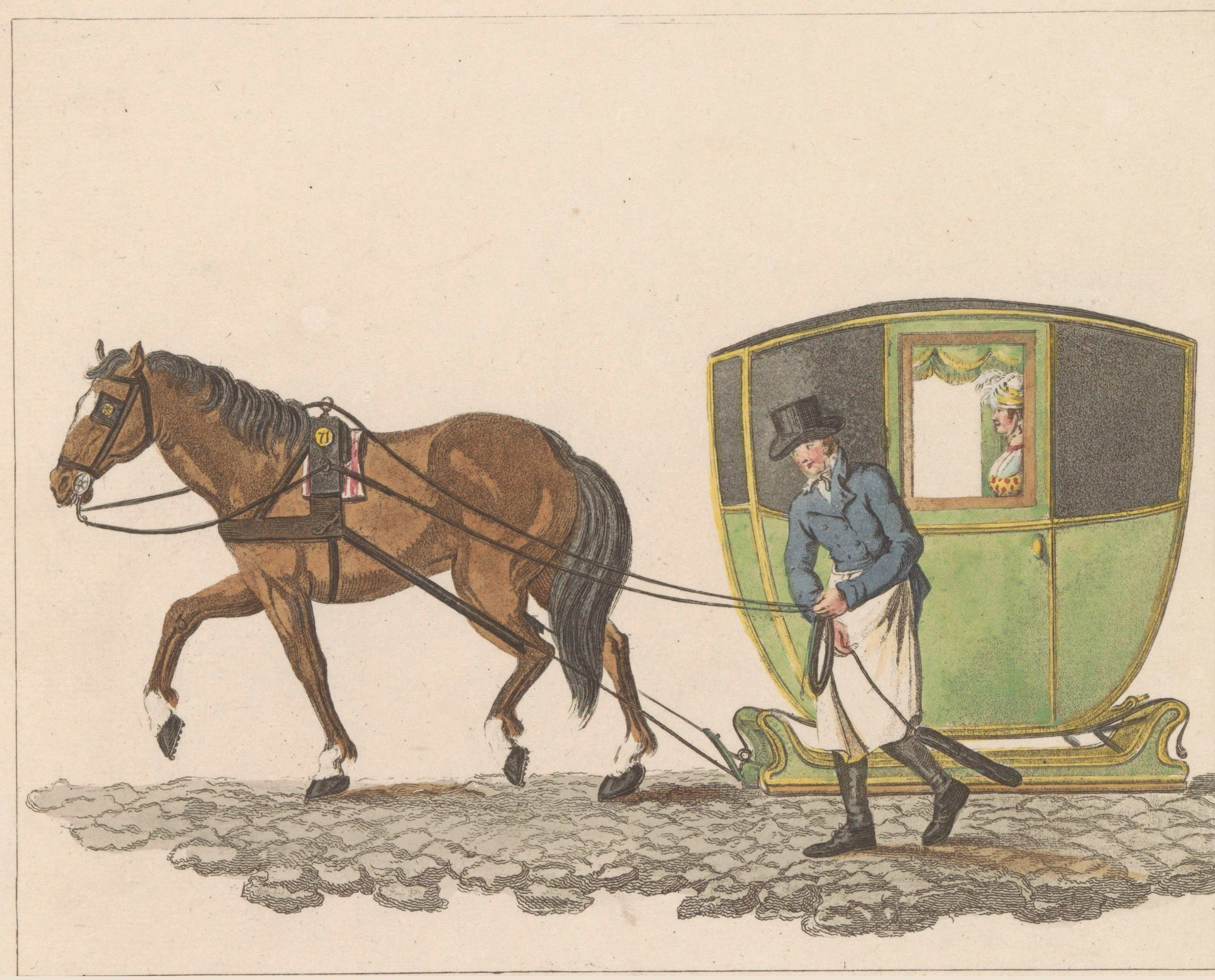
Sleepkoets

Een sleepkoets of toeslede is een stadsvoertuig bestaande uit de coupé van een koets gemonteerd op het onderstel van een slede en voortgetrokken door een paard. Dit soort koetsen een ontstond als reactie op de belasting op wielen die in het midden van de 18e eeuw in Amsterdam werd ingevoerd. 
Het stadsbestuur stond in 1736 de burgers toe om met koetsen, karossen en kalessen door de stad te rijden. Doordat het verkeer echter al snel te druk werd in de stad, achtte het stadsbestuur het noodzakelijk om een belasting op wielen te gaan heffen.
De voerman liep naast de aanspanning. Om de glij-ijzers van de slede glad te houden werd regelmatig een vette lap voor deze ijzers gelegd, de zogenaamde smeerlap.
Al eerder werd er rondom de Waag op de Dam gesleept door slepers met paarden, zoals te zien is op oude prenten van die plek. Deze slepers gebruikten lage sleden voor het transport van handelswaar en hadden een eigen gilde.

## Afbeeldingen

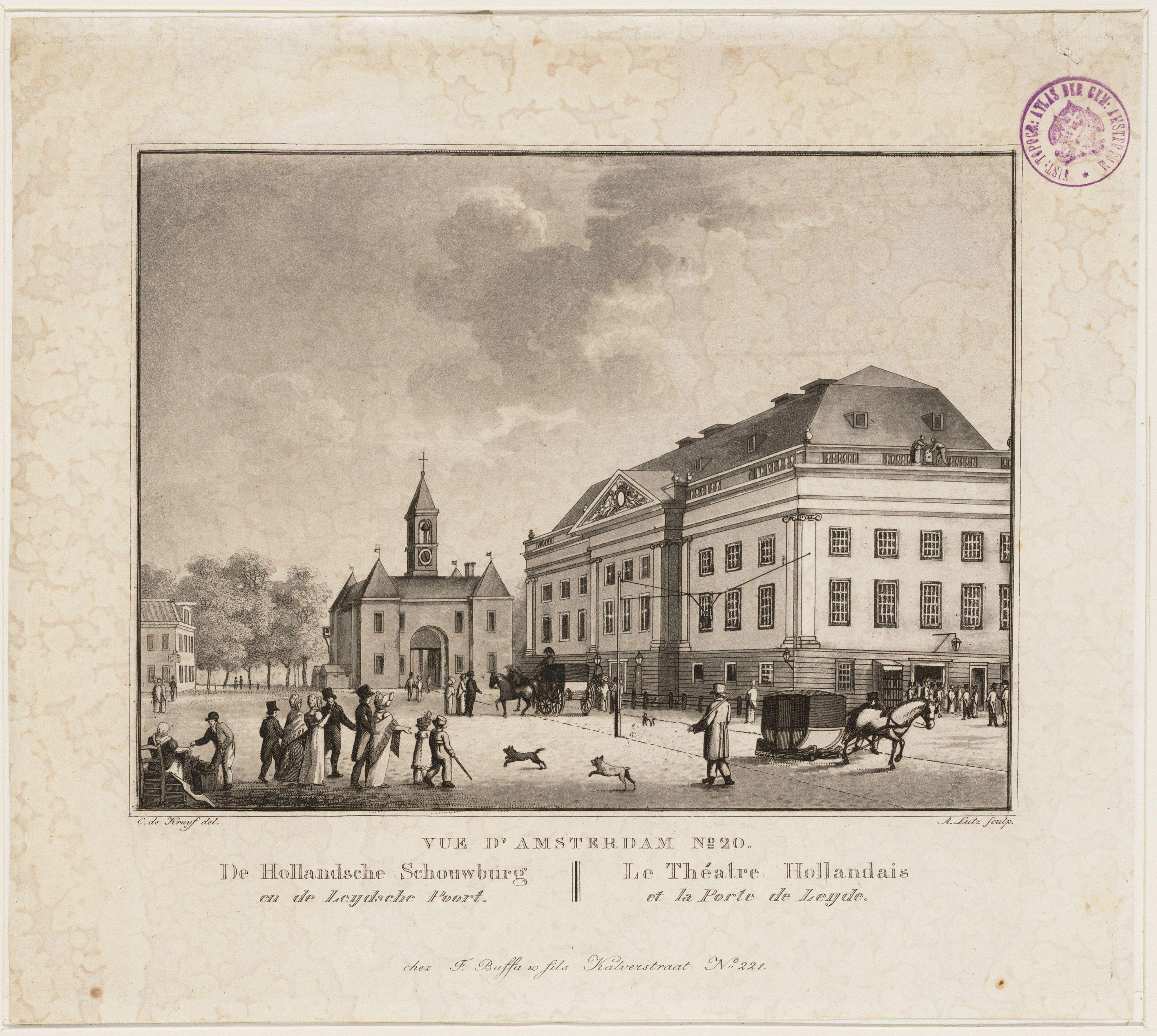
Toeslede in Amsterdam, Leidseplein, 1825
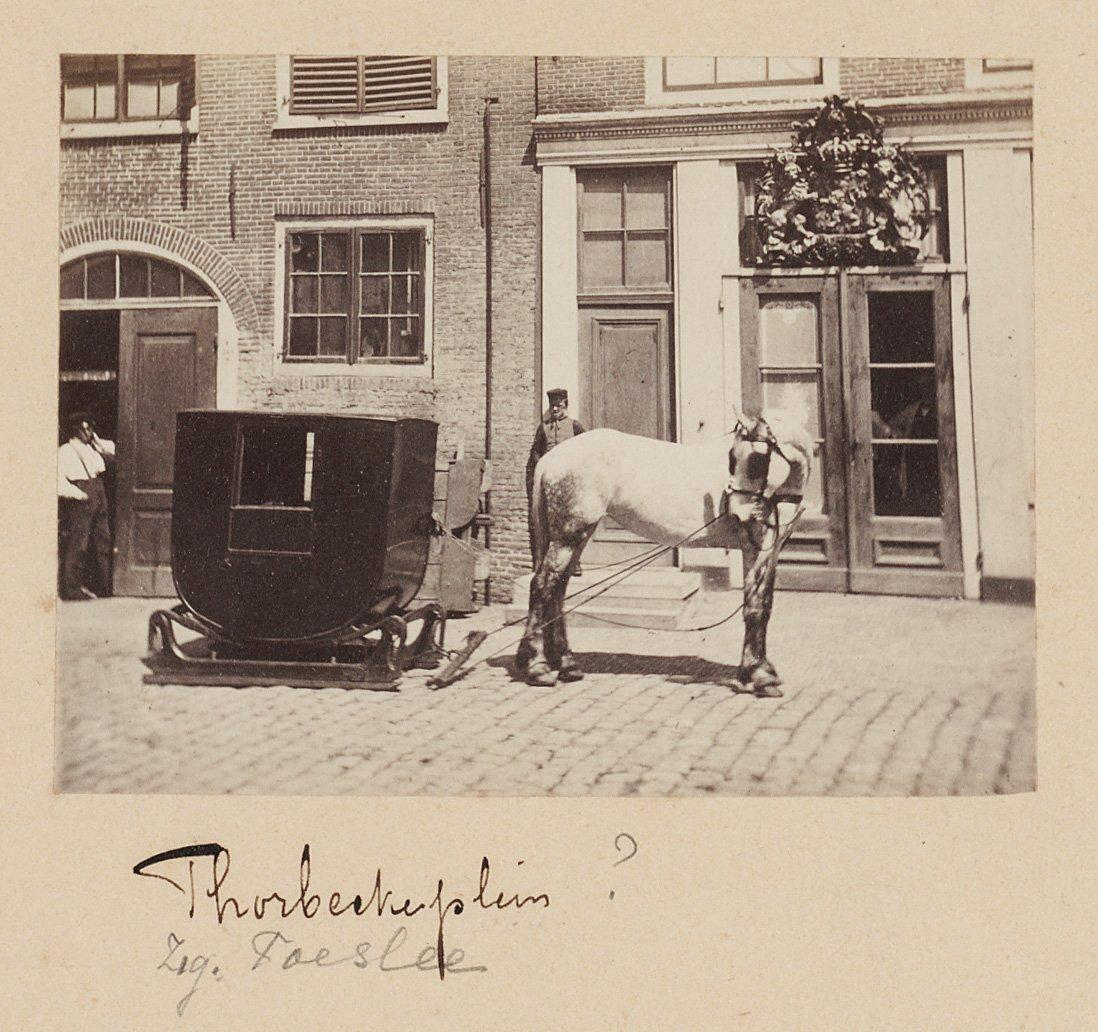
Toeslede in Amsterdam, op het Thorbeckeplein, 1860
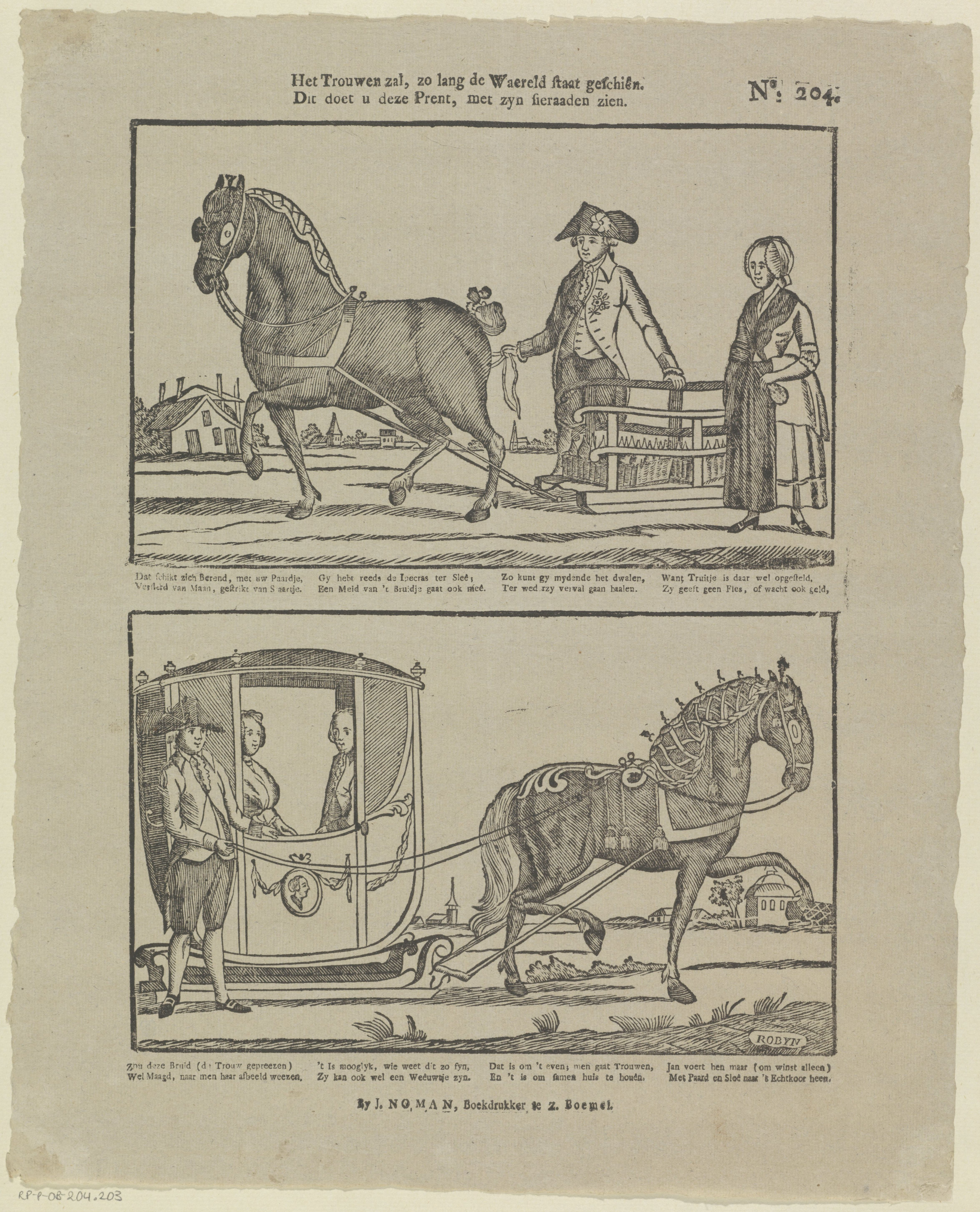
19e eeuwse prent met versregels